# Fossato di Vico
Fossato di Vico ist eine italienische Gemeinde (comune) mit 2611 Einwohnern (Stand 31. Dezember 2023) in der Provinz Perugia in Umbrien.

## Geografie
Die Gemeinde liegt etwa 30 Kilometer nordöstlich der Provinz- und Regionalhauptstadt Perugia und grenzt unmittelbar an die Provinz Ancona in den Marken. Sie liegt in der klimatischen Einordnung italienischer Gemeinden in der Zone E, 2 382 GR/G.
Zu den Ortsteilen gehören Borgo di Fossato, Colbassano (446 m s.l.m.), Osteria del Gatto (423 m s.l.m.), Palazzolo und Purello.
Die Nachbargemeinden sind Fabriano (AN), Gualdo Tadino, Gubbio und Sigillo.

## Geschichte
Als Fossaton, "Befestigung", bald nach der Schlacht von Busta Gallorum entstanden. Seit 1386 besteht die Gemeinde Fossato. Von 1540 bis zum Risorgimento gehörte Fossato zum Kirchenstaat. Den Zusatz di Vico erhielt sie 1862.

## Sehenswürdigkeiten
- Antiquarium Comunale, ehemaliges Rathaus und heutiges Museum[4]
- Palazzo Comunale, heutiges Rathaus mit Stadttor
- Roccaccio, Burgruine und ehemalige Festung an der Stadtbefestigung
- San Pietro (Santi Pietro e Paolo), Kirche im Ortskern, die als älteste und wichtigste Kirche im Ort gilt. Entstand als Kloster der Kamaldulenser im 12. Jahrhundert.[5]
- San Sebastiano, Kirche im Ortskern, die erstmals 1502 erwähnt wurde[6]
- San Cristoforo, ehemalige Kirche im Ortskern aus dem 13. Jahrhundert. Wurde 1304 von Petrus Venturelle in einem Pergament schriftlich erwähnt.[7]
- Santa Maria della Piaggiola, ehemalige Kirche im Ortskern aus dem 13. Jahrhundert. Der Freskenzyklus im Innenraum (um 1405) wird Ottaviano Nelli zugeschrieben.[8]
- Torre pubblica, Turm im Ortskern
- San Benedetto, Kirche kurz außerhalb der Stadtmauern, die im 13. Jahrhundert als Abtei der Benediktiner entstand[9]
- Santa Maria del Fonte, Kloster kurz außerhalb der Stadtmauern
- San Cristoforo, Kirche in Borgo di Fossato
- San Luigi Gonzaga, Kirche in Borgo di Fossato
- Natività di Maria, Kirche in Palazzolo, die um 1860 neu errichtet wurde. Aus der alten Kirche stammen das Steinportal mit Holztür und zwei Glocken.[10]
- Ponte San Giovanni, Römerbrücke aus Kalkstein an der Via Flaminia zwischen Fossato di Vico und Purello. Entstand um das 1. Jahrhundert.[11]
- Sant’Apollinare, Kirche in Purello
- Santa Croce in Collina, Kirche in Purello
- Madonna della Neve alla Ghea, Sanktuarium in Purello

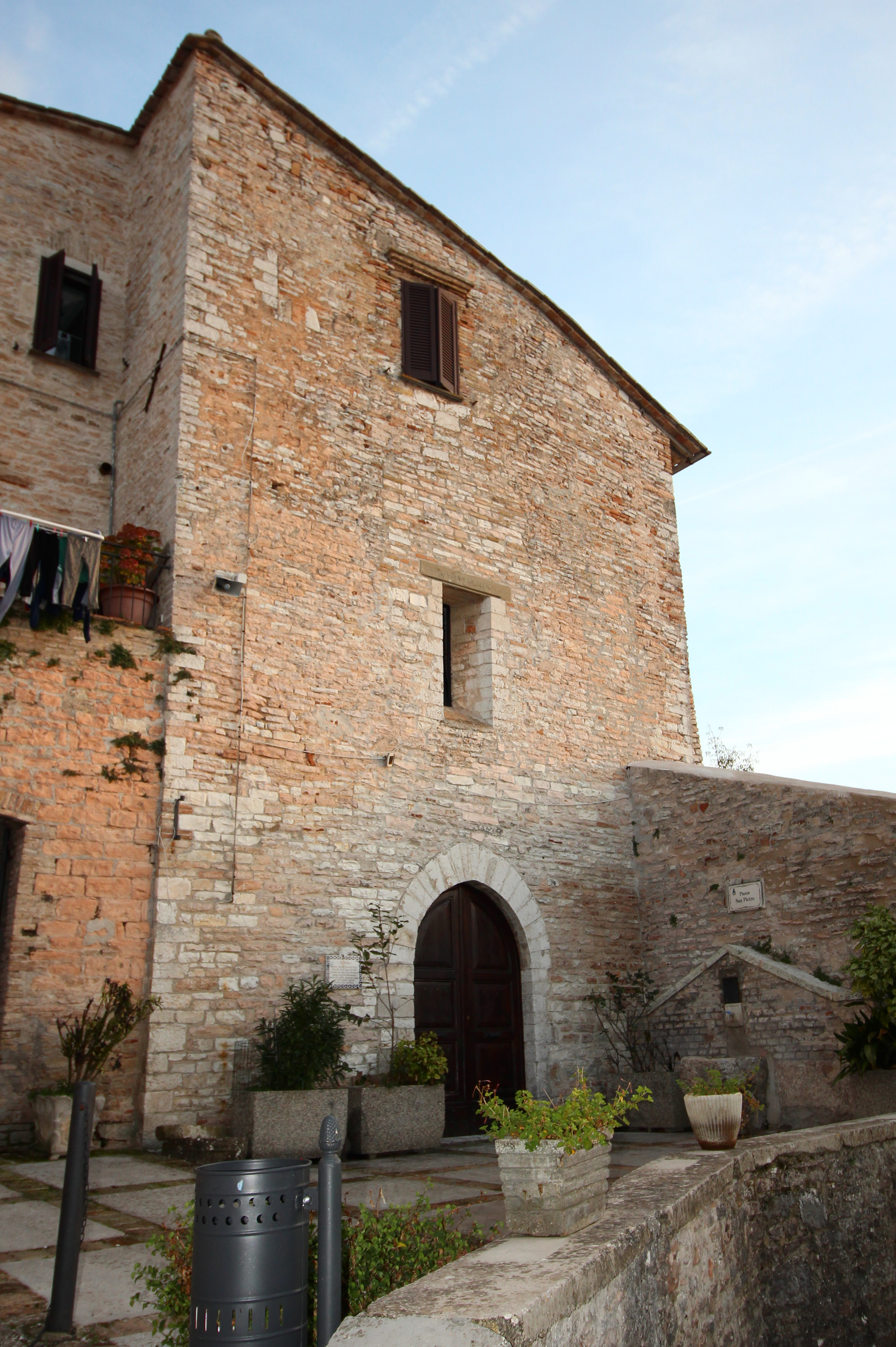
Die Kirche San Pietro
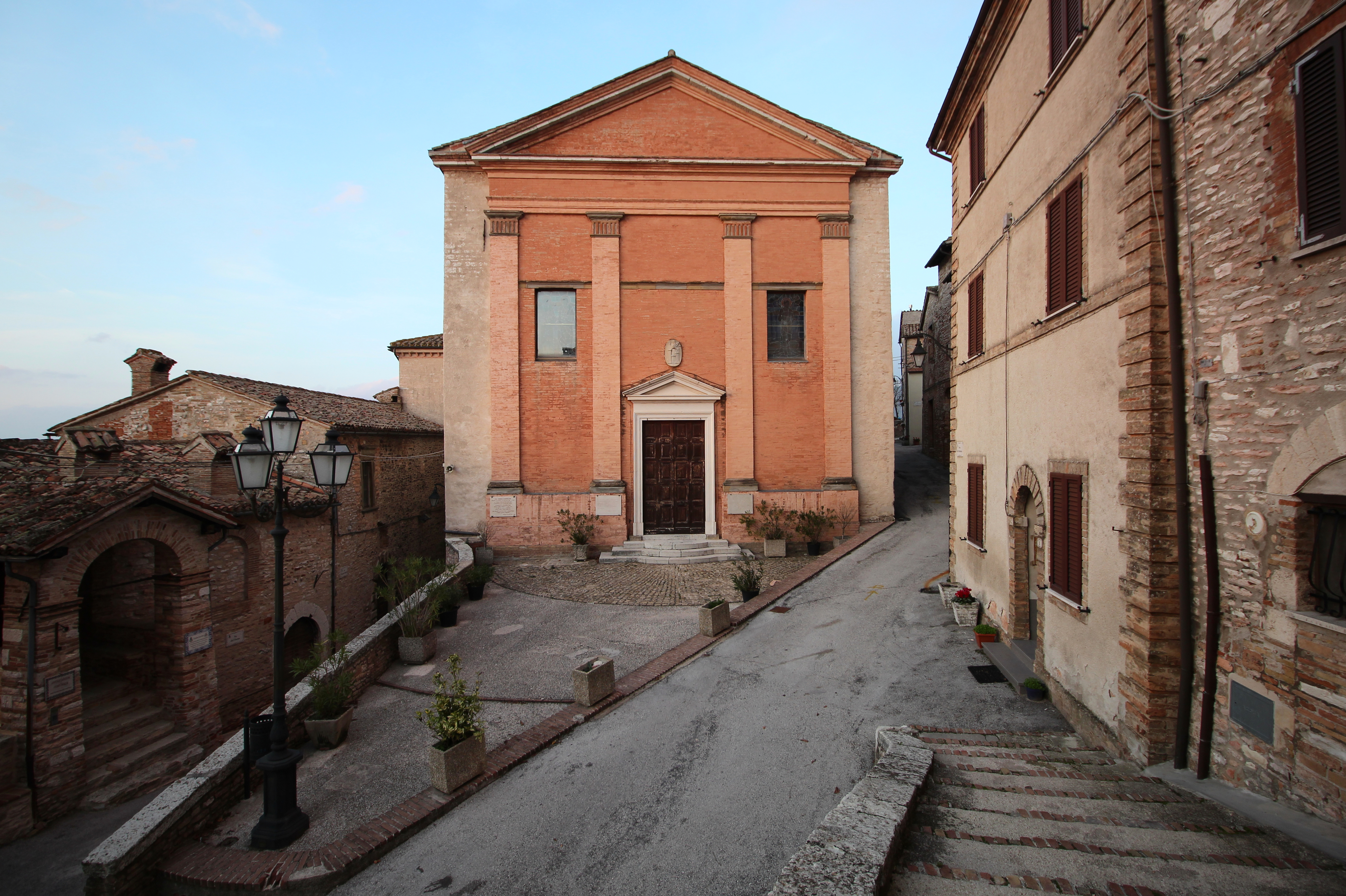
Die Kirche San Sebastiano
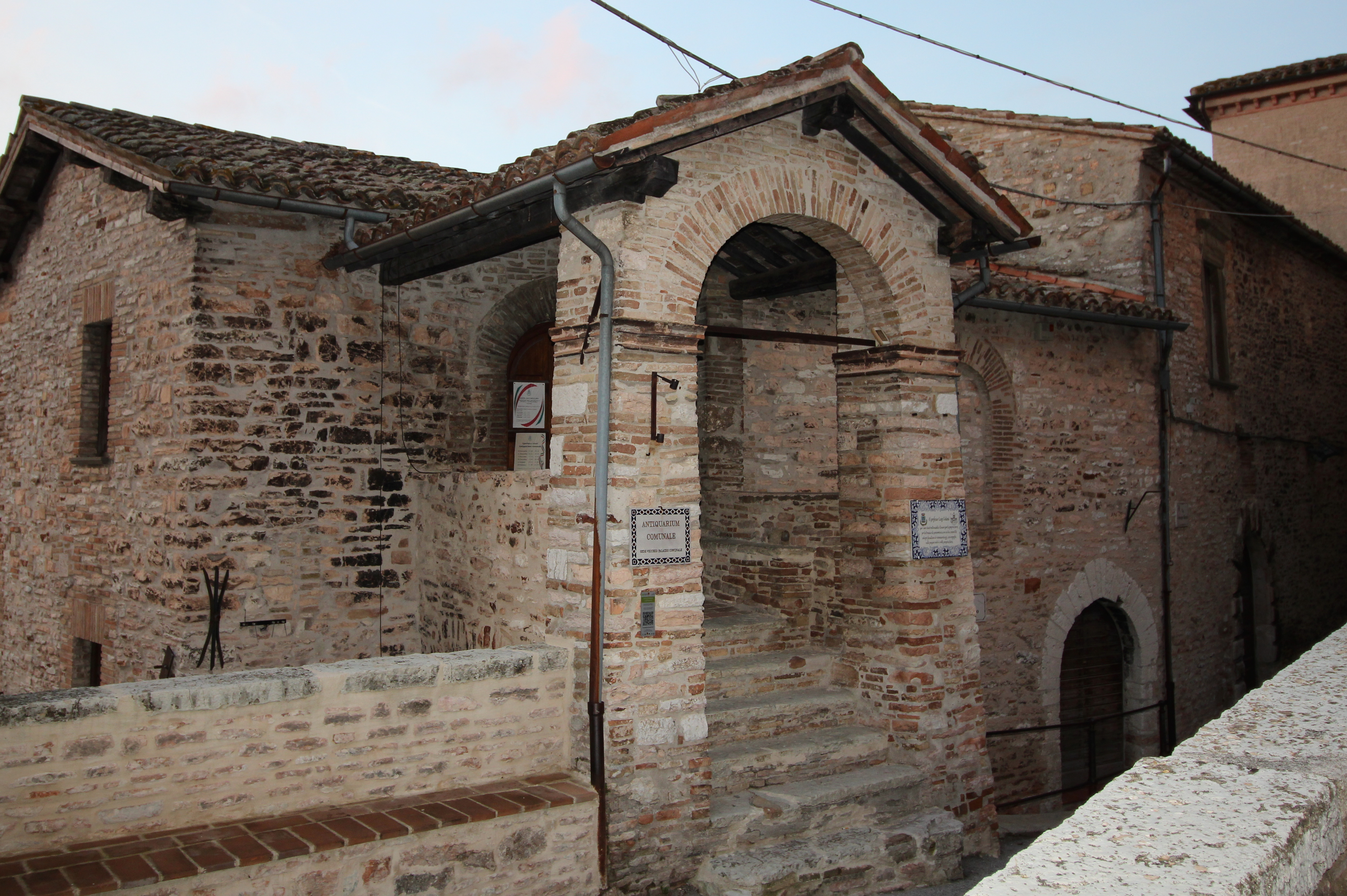
Antiquarium Comunale
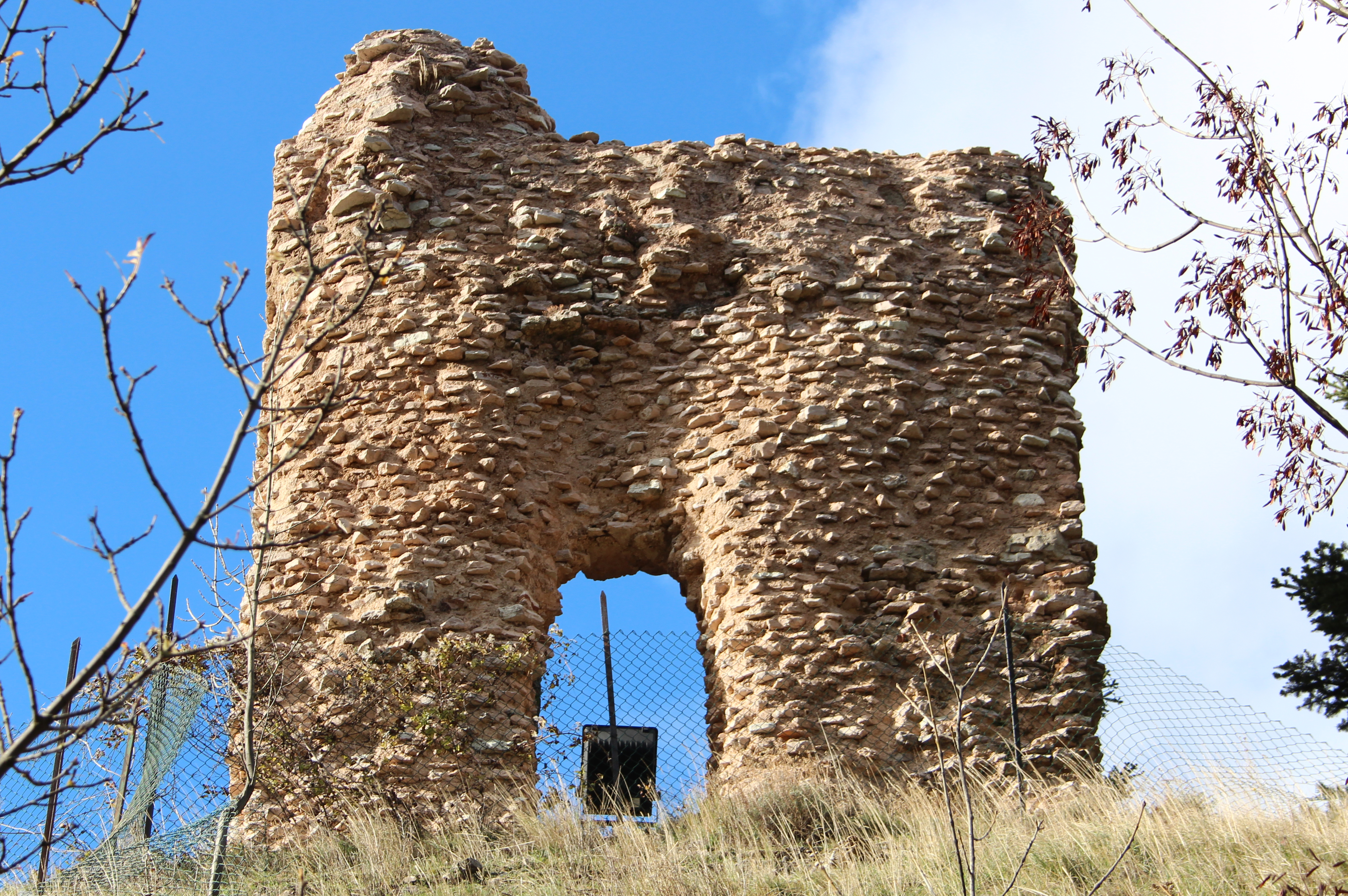
Roccaccio
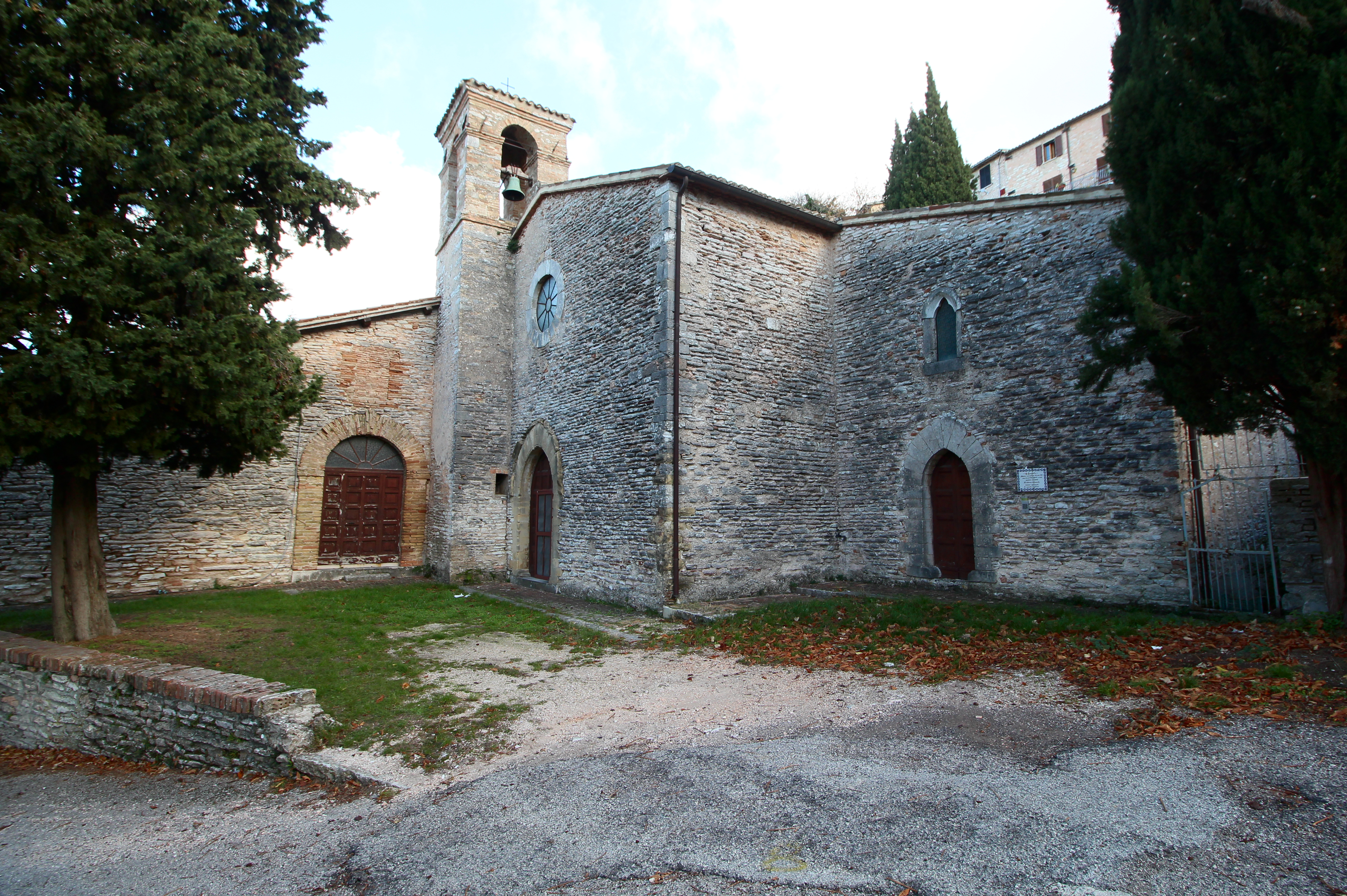
San Benedetto
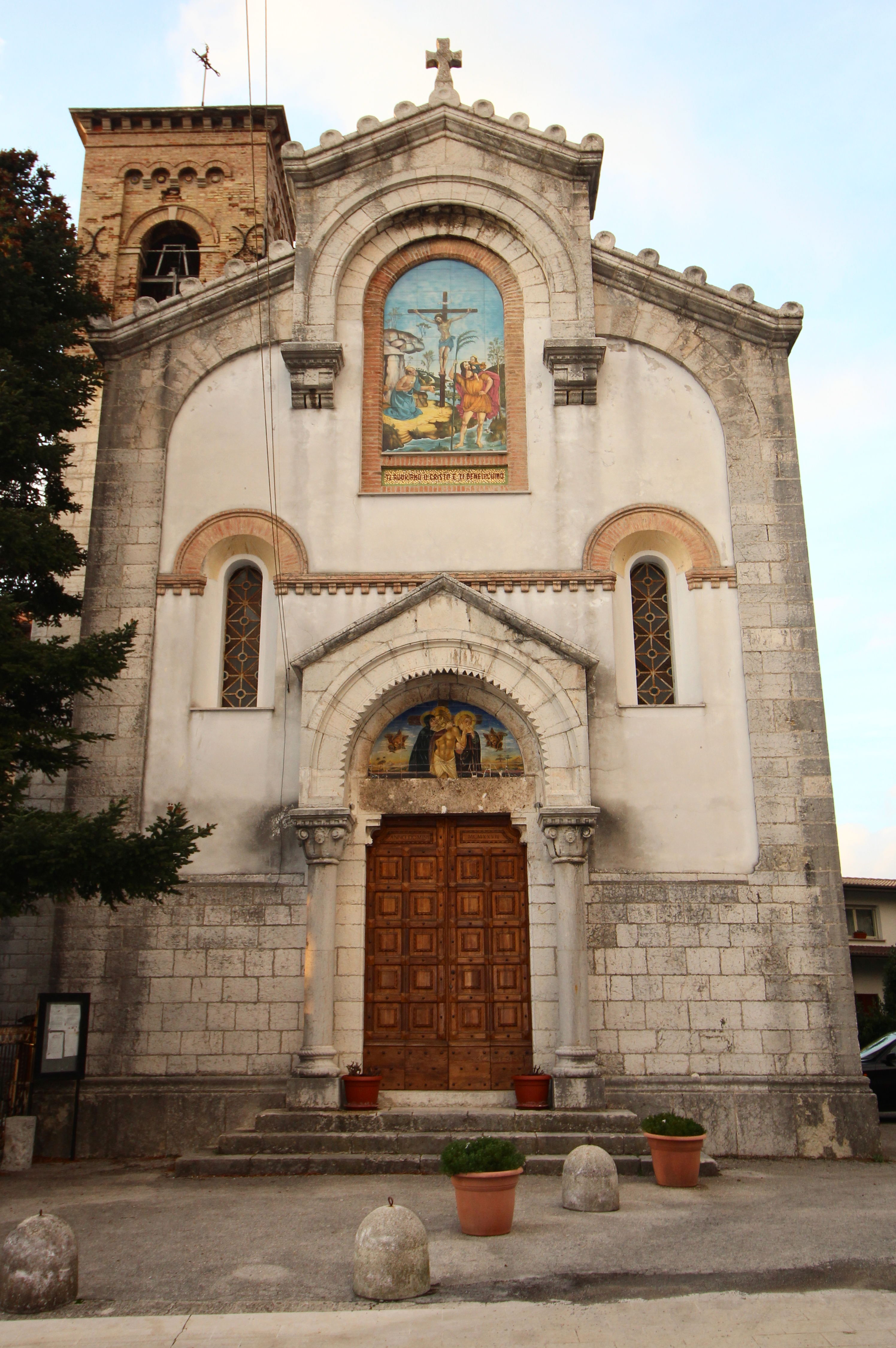
Die Kirche San Cristoforo in Borgo di Fossato

## Verkehr

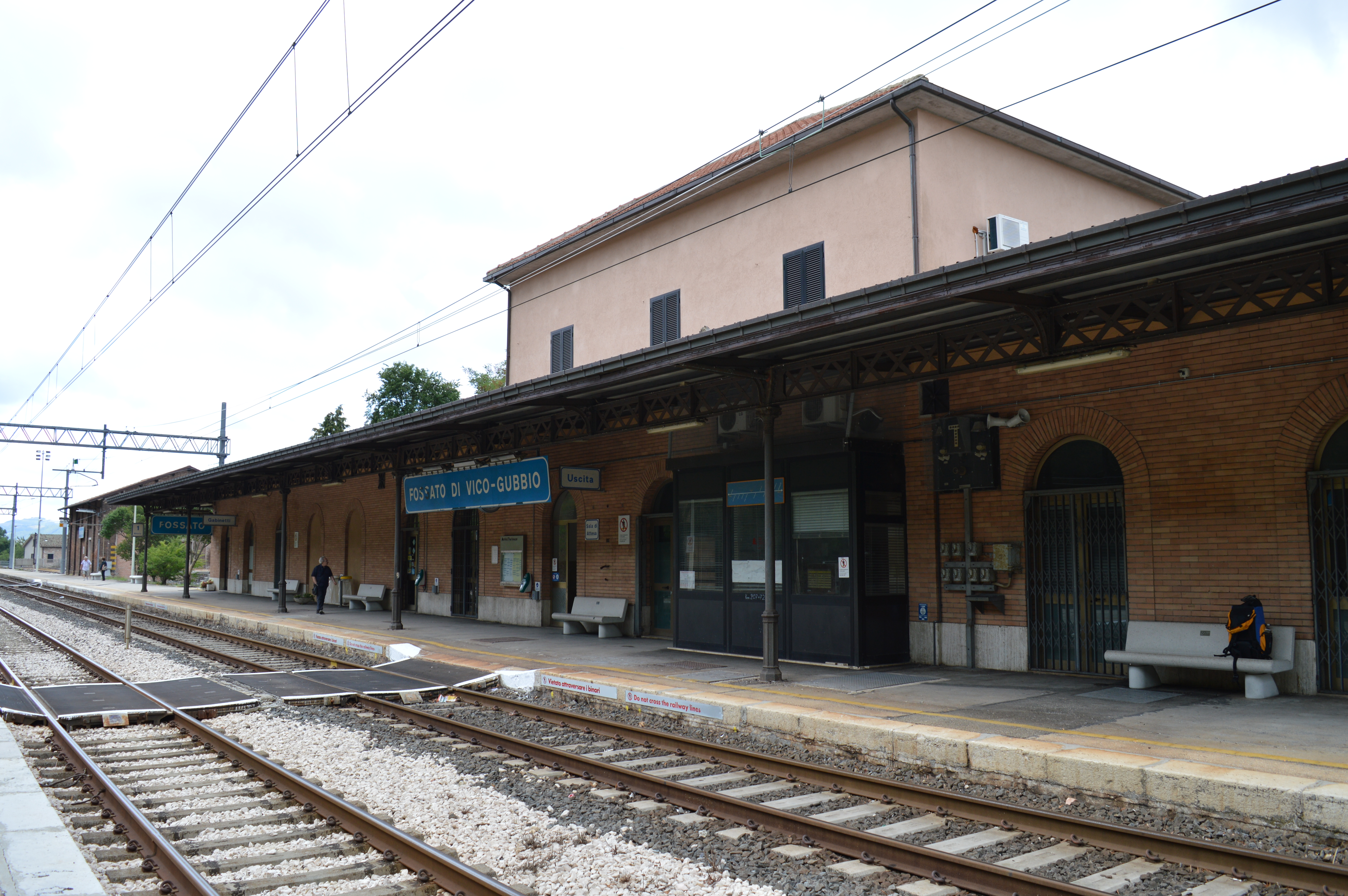
Der Bahnhof

Durch die Gemeinde führen die Strada Statale 76 della Val d’Esino von hier nach Falconara Alta an der Adriaküste, die Strada Statale 318 di Valfabbrica von Perugia-Lidarno kommend, die Strada Statale 219 di Gubbio e Pian d’Assino von Umbertide kommend und die Strada Statale 3 Via Flaminia von Terni kommend.
Die frühere Ferrovia Appennino Centrale verband Arezzo mit Fossato als Endbahnhof, bis die Strecke 1945 geschlossen wurde.
Heute wird der Bahnhof von Zügen auf der Strecke von Rom nach Ancona bedient.

## Gemeindepartnerschaften
Fossato di Vico unterhält eine Partnerschaft mit der französischen Gemeinde Saint-Ambroix im Département Gard und mit der hessischen Stadt Aßlar.